# Endlose Treppe

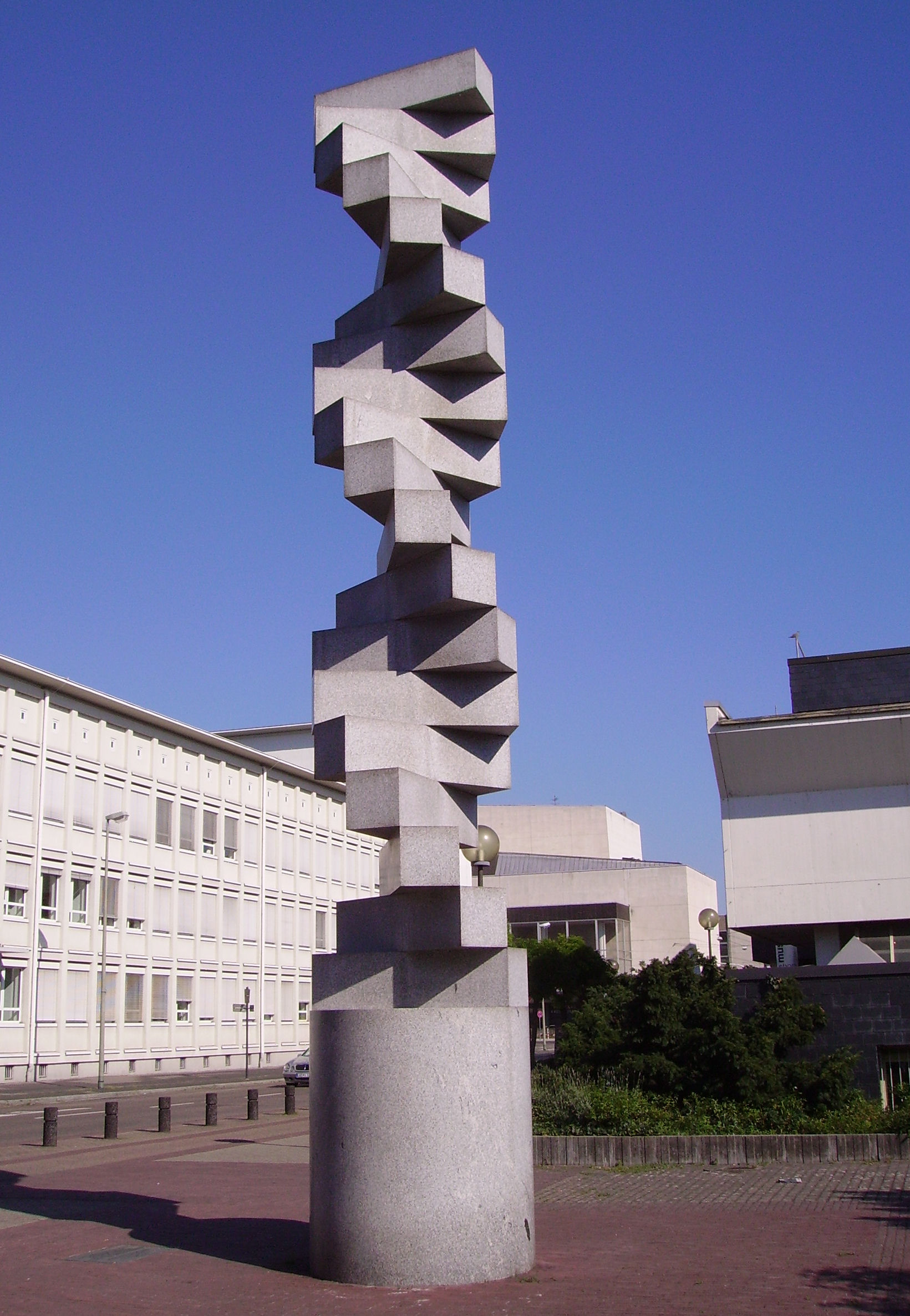
Endlose Treppe von Max Bill

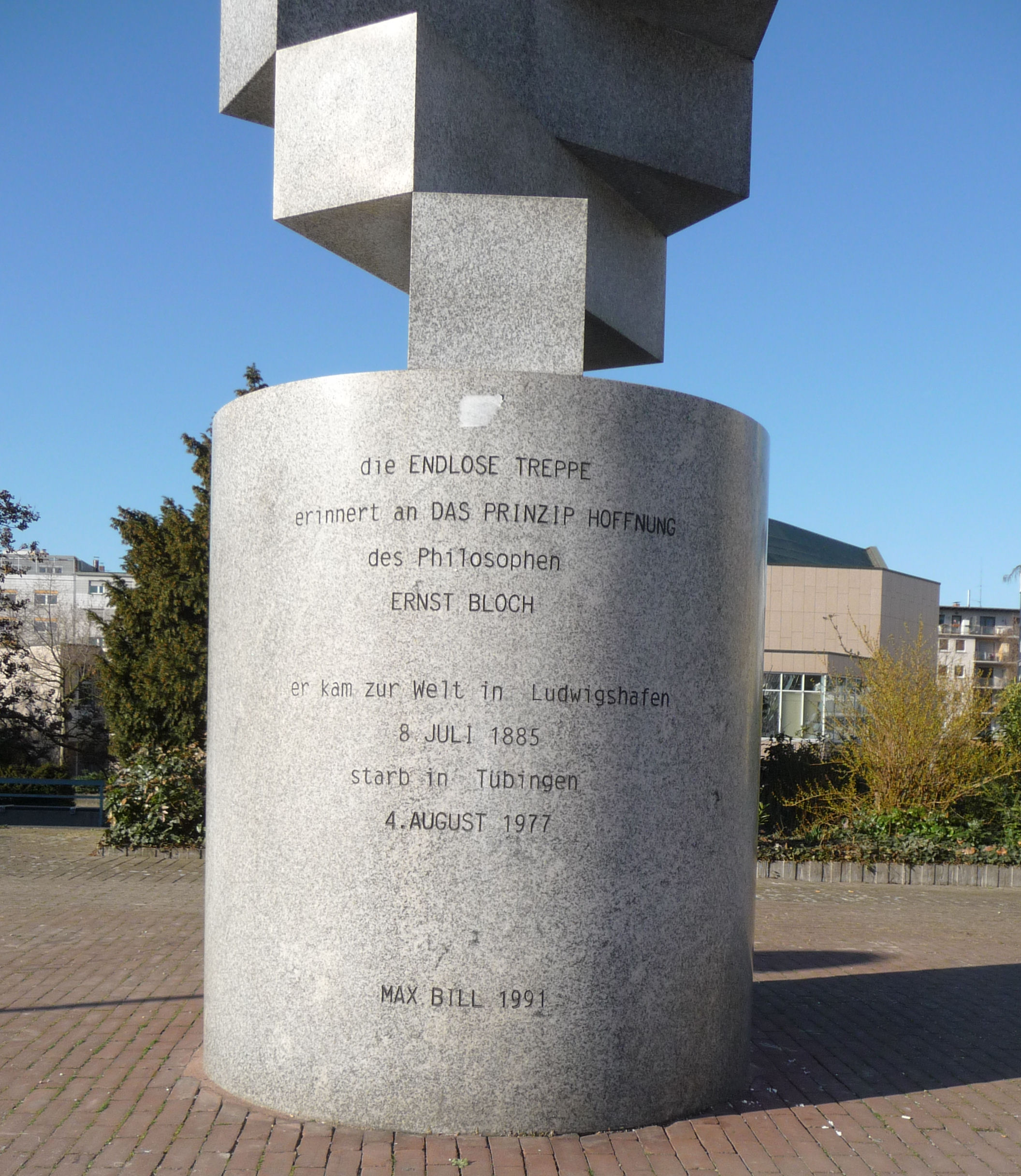
Inschrift

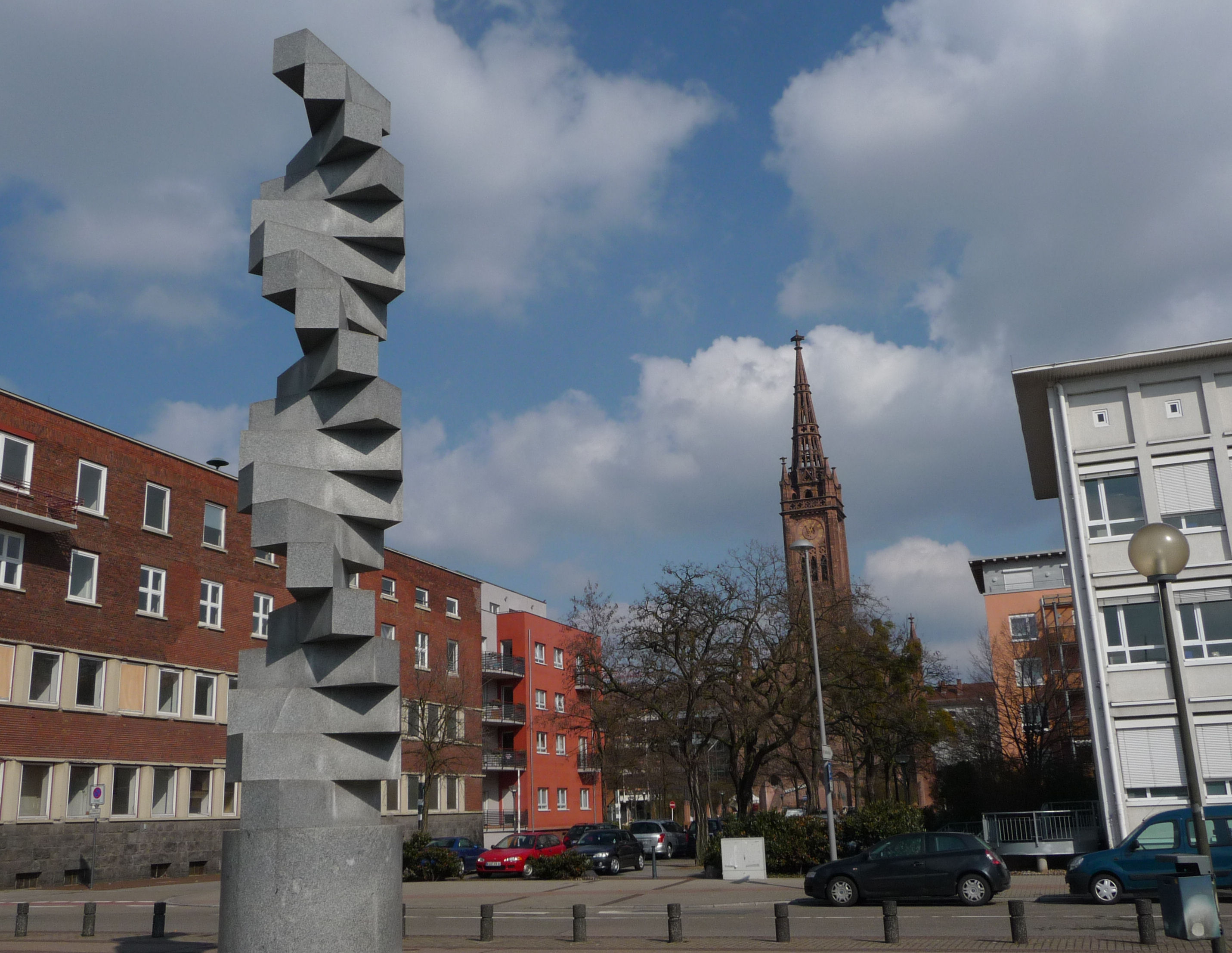
Endlose Treppe und Lutherturm

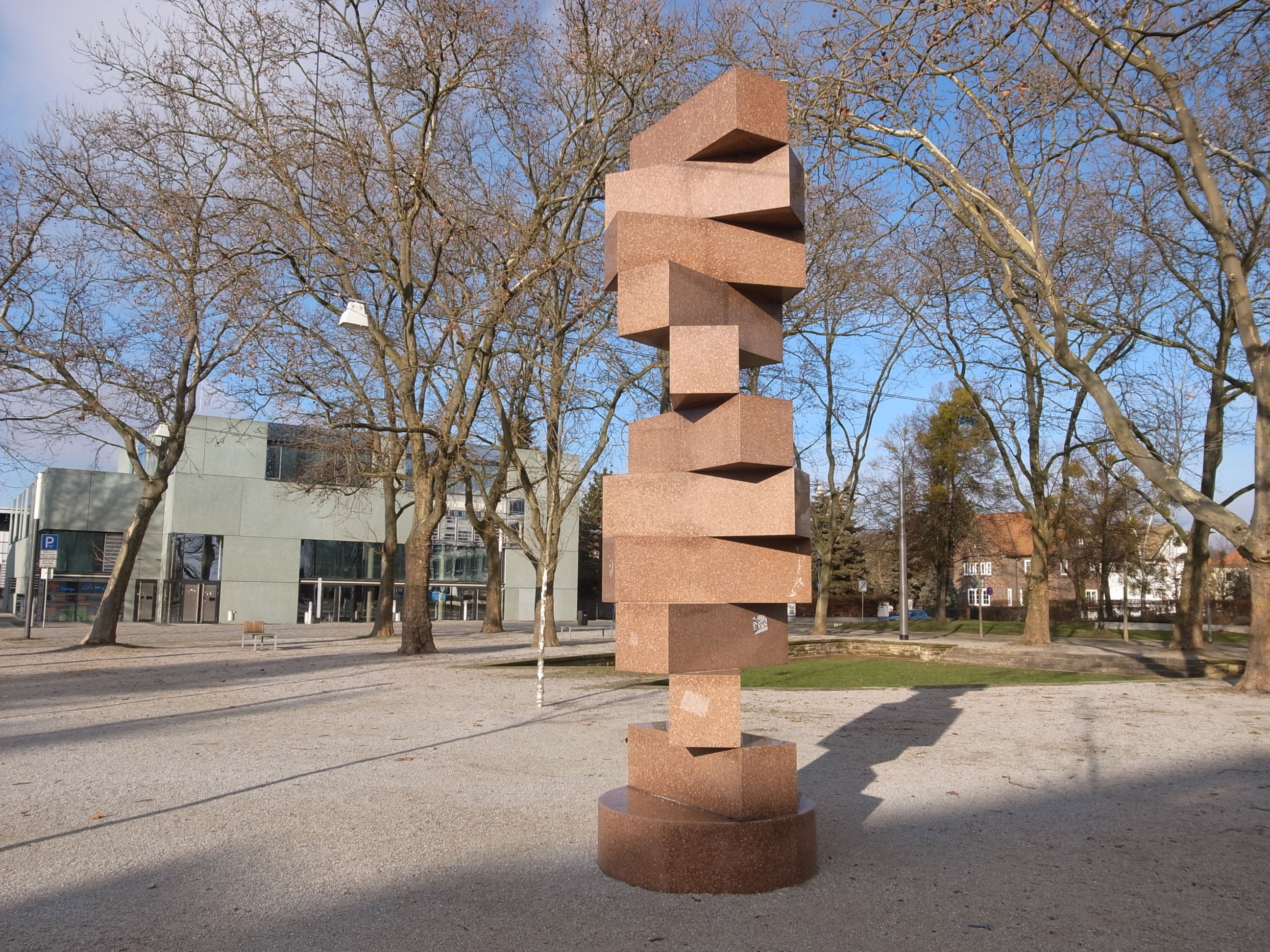
Endlose Treppe in Dessau, Partnerstadt von Ludwigshafen

Die Endlose Treppe ist eine Skulptur der Moderne im Zentrum der Stadt Ludwigshafen am Rhein.
Sie wurde vom Schweizer Architekten, Künstler und Designer Max Bill im Jahr 1991 zum hundertsten Geburtstag des Philosophen Ernst Bloch aus nordamerikanischem Granit errichtet.

## Gestaltung
Die Endlose Treppe steht in unmittelbarer Nähe des Wilhelm-Hack-Museums im Zentrum der Stadt Ludwigshafen.
Der Unterbau besteht aus einem zylinderförmigen Sockel. Die Stufen sind alle gleich, wirken aber durch die Licht-Schattenwirkungen verschieden.

### Symbolik
Nach Angaben des Künstlers stellen die 19 gewundenen Granitstufen, die sich fast zehn Meter in die Höhe recken, das philosophische Prinzip Hoffnung des Philosophen Ernst Bloch dar.

### Inschrift
Auf dem Sockel steht folgende Inschrift:

die ENDLOSE TREPPE

erinnert an DAS PRINZIP HOFFNUNG

des Philosophen

ERNST BLOCH

er kam zur Welt in Ludwigshafen

8. JULI 1885

starb in Tübingen

4. AUGUST 1977

MAX BILL 1991

## Stifter
Die Skulptur ist eine Dauerleihgabe vom Förderkreis des Wilhelm-Hack-Museum e.V., der Dr. Hans Klüber-Gedächtnisstiftung und der Stadtsparkasse Ludwigshafen am Rhein.